# Boško Petrović
Boško Petrović, hrvaški vibrafonist, skladatelj, vodja zasedb, glasbeni producent, promotor in pedagog * 18. februar 1935, Bjelovar, Kraljevina Jugoslavija, † 10. januar 2011, Zagreb, Hrvaška.
Ustanovil je popularno jazzovsko zasedbo Zagrebački jazz kvartet, člani katerega so bili še Zlatko Kružić (klavir), Zdravko Šatrak (kontrabas) in Ivica Gereg (bobni). Bil je lastnik B.P. kluba v Zagrebu, v katerem so nastopali številni svetovni glasbeniki. Vodil je številne radijske in televizijske oddaje, organiziral številne glasbene festivale, deloval pa je tudi kot producent in pedagog.
V svoji karieri je prejel številne nagrade in priznanja, tudi več nagrad Porin.

## Življenjepis
Petrović se je rodil v Bjelovarju leta 1935. Kot otrok je začel igrati violino, ko je dopolnil 15 let pa se je pričel učiti igranja harmonike. S 14 leti je vzljubil jazz, ko je poslušal ameriške radijske postaje, in mu ostal zvest celo življenje.
“Ta glasba, ki smo jo poslušali enkrat na dan na programu AFN, nas je navduševala. Takrat sem osnoval prvo zasedbo, vendar violina za jazz ni najboljša izbira. Poslušal sem Stana Getza in si močno želel igrati saksofon, vendar za to nismo imeli denarja.”
Šolal se je v Sloveniji, v Škofji Loki in Ljubljani, kjer je obiskoval Gimnazijo Poljane, na kateri je tudi maturiral. Njegov sošolec je bil tudi Vinko Globokar, ki je še dodatno prebudil njegovo zanimanje za jazz, skupaj pa sta ustanovila tudi nekakšno šolsko jazz zasedbo.
Prve posnetke za Radio Zagreb je naredil leta 1954 kot harmonikar v kvartetu Radana Bosnara. Svoj prvi blues je na vibrafonu zaigral v nekdanji kleti Radia Zagreb, skupaj s pianistom Mihailom Pubom Schwarzem in Perom Spasovom. Schwarz je imel najnovejše plošče zasedbe Modern Jazz Quartet, vsi so bili veliki ljubitelji te jazzovske zasedbe, kasneje pa je postal tudi prijatelj s člani dotične zasedbe. Potem, ko se je odločil za vibrafon, je leta 1959 v Zagrebu ustanovil Zagrebački jazz kvartet, katerega so sestavljali še pianist Zlatko Kružić, kontrabasist Zdravko Šatrak, bobnar Ivica Gereg, kvartet pa je postal znan tudi v Evropi. V svoji mladosti se je Petrović ukvarjal z radioamaterstvom in se zaradi tega vpisal na zagrebško Fakulteto za elektrotehniko in računalništvo, kjer je absolviral, vendar nikoli diplomiral. Z očetovim blagoslovom se je nato predal glasbi in postal vrhunski jazzovski izvajalec.
Kmalu po začetku delovanja je v kvartetu prišlo do nekaterih zamenjav. Kontrabasista Šetraka je zamenjal Krešimir Remeta, pianista Kružića pa Davor Kajfeš. Čez kakšno leto je prišlo še do ene spremembe zasedbe: Remeta in Gereg sta zapustila kvartet, nadomestila pa sta ju Miljenko Prohaska in Silvije Glojnarić. V času svojega delovanja, je Zagrebački jazz kvartet, izvedel številne koncerte doma in po Evropi (Avstrija, Italija, Švica, Nizozemska, Belgija, Češkoslovaška, Nemčija, Francija in Sovjetska zveza). Izvajali so avtorsko glasbo z vplivi ljudske glasbe, zaradi česar je bil njihov slog imenovan "Balkanski jazz". Leta 1968 je član zasedbe postal trobentač Art Farmer, kvartet pa je tako postal kvintet z imenom Zagreb Jazz Quintet. Kvartet je leta 1996 prejel hrvaško glasbeno nagrado Porin za najboljši jazz album (Jazz galla Zagreb 900) in za najboljšo jazz izvedbo (Jazz galla Zagreb 900). Poleg založbe Croatia Records, so sodelovali in izdajali tudi pri številnih drugih založbah, kot so Phillips Records, Atlantic Records, Fontane, Black Lion, Alta in Jazzette. Zasedba je sicer z delovanjem zaključila leta 1969, njeni člani pa so nadaljevali svoje kariere v številnih drugih hrvaških jazz zasedbah.
Druženje z vodjem Modern Jazz Quarteta, Johnom Lewisom, je imelo velik vpliv na Petrovićevo prepričanje, da je mogoče jazz prilagoditi stilom ljudske glasbe. Tako je prišlo do sodelovanja s hrvaško operno pevko Ružo Pospiš Baldani (Zvira voda) in z istrskima glasbenikoma Martinom Glavašem in Matom Špadom (Istra u mom srcu). Leta 1970 je ustanovil zasedbo BP Convention, člani katere so bili vodilni glasbeniki zagrebške rock svene, kot so Vedran Božić, Ratko Divjak, Mario Mavrin in Brane Živković, kasneje pa so se v skupini izmenjevali glasbeniki različnih generacij, od Saliha Sadikovića, Krešimirja Remete do Damirja Dičića. V tem času je vodil tudi BP Convention Big Band, med letoma 1985 in 1988 pa je igral v duetu z Nevenom Frangešem.
Kot vrhunski in priznani jazzovski glasbenik, je Petrović obiskal cel svet in nastopil na številnih jazz festivalih. V obdobju po odprtju B.P. Cluba v Zagrebu je manj potoval, a je vseeno sodeloval na mednarodnem festivalu v irskem mestu Cork, enkrat letno pa je obiskal Italijo, Slovenijo in Avstrijo.
Njegova diskografija obsega na desetine albumov, od prvih posnetkov s svojim kvartetom in člani orkestra Quincyja Jonesa, pa vse do sodelovanj z velikimi jazz glasbeniki, kot so Clark Terry, Ernie Wilkins, Art Farmer, Joe Pass, Buck Clayton, Joe Turner, Buddy DeFranco, Kenny Drew, Niels-Henning Ørsted Pedersen in Alvin Queen. Petrović je snemal s številnimi glasbeniki: zagrebškimi solisti, kvartetom Boilers, vzhodnoevropskimi in kalifornijskimi jazz solisti, orkestri Gerryja Mulligana in Oliverja Nelsona, pianistoma Davorjem Kajfešem in Nevenom Frangešem. Kot gost je nastopil na najprestižnejših svetovnih jazz festivalih (Montreux, Monterey, Detroit, Berlin, ...). Bil je član Hrvaške glasbene unije ter International Biographical Asociation in International Who is Who in Music.
Umrl je 10. januarja 2011. Petrovićev sin Kolja je našel očetovo truplo okrog 11. ure v njegovem stanovanju v Zagrebu.

### B.P. Club
1. aprila 1988 je v kleti Tesline ulice 7 odprl B.P. Club. Kot gost prvega večera je nastopil legendarni jazz kitarist Joe Pass. V sklopu kluba je bila ustanovljena tudi založba Jazzette Records. Prva izdaja založbe je bila kompilacija BP Club All Stars 90, ki je izšla leta 1991 in je vsebovala nekaj najboljših posnetkov nastopov iz kluba. V klubu so nastopili številni vrhunski hrvaški izvajalci, kot so Arsen Dedić, Gabi Novak, Vice Vukov, Jasna Bilušić, Zdenka Kovačiček, od mlajših pa velja omeniti Nino Badrić. Med znane svetovne jazz glasbenike, ki so nastopili v klubu velja omeniti Johna Lewisa in Davida Gazarova.
V času delovanja kluba so se izgubili mnogi posnetki natopov znanih glasbenikov. Croatia Records je leta 2006 izdala DVD Jazz gala, ki vsebuje dokumentirane nastope vseh velikih glasbenikov, ki so nastopili v B.P. Clubu.
Po Petrovićevi smrti je klub prenehal z delovanjem.

## Nagrade
V svoji karieri je Petrović prejel številne nagrade in priznanja, med katerimi je tudi Porin za življenjsko delo. Prejel je tudi državno odlikovanje Red Danice hrvatske z likom Marka Marulića, leta 2005 pa je bil v irskem mestu Cork uvrščen med "European Jazz Masters".
- Josip Štolcer Slavenski (1979)
- Nagrada mesta Zagreb (1989)[22]
- Večkratni dobitnik Porina
  - 1995: Za najboljšo instrumentalno jazz izvedbo White Christmas (album Svim na Zemlji z Nevenom Frangešom)[23]
  - 1996: Za najboljši jazz album, kot producent (Jazz Gala Zagreb 900)[24]
  - 1997: Za najboljši jazz album kot producent (Blues At Piazza Grande)[25]
  - 1998: Za najboljši festivalski album (kot umetniški direktor Cuban Party At Piazza Grande)[26]
  - 2001: Za najboljši kompilacijski album Ethnology (kot avtor kompilacije)[27]
  - 2003: Za najboljši jazz album Round Midnight (izvajalec: Boško Petrović, Big Band RTV Slovenija)[28]
  - 2003: Za najboljšo jazz izvedbo "I Love You Z.J.Q." (z albuma Round Midnight')
  - 2003: Porin za življenjsko delo[29]
- 2005: Uvrščen med 'European Jazz Masters'
- 1996: Red Danice hrvatske z likom Marka Marulića[30]

## Izbrana diskografija
| - Live in Belgrade (1982) - z Marković-Gut sextetom in Clarkom Terryjem - Zvira Voda - Wellspring (1984) - z Ružo Pospiš-Baldani in Nevenom Frangešem - What's New (1992) - z Joeje Passom in N. H. Ø. Pedersenom - To Zagreb With Love (1992) - Ring All Stars - Eight Anniversary (1997) - St. Miles Infirmary (Live At B.P. Club) (1999) - z Boilers - Ethnology (Boško Petrović Plays Ethno Jazz) (2000) - Round Midnight (2002) - z Big Bandom RTV Slovenija - Zagrebački Džez Kvartet (1960) - Animal Dance (1964) - z Johnom Lewisom in Albertom Mangelsdorffom - With Pain I Was Born (1966) - The Zagreb Jazz Quartet (1986) - In Concert (1991) - Live! (2009) - Zeleno raspoloženje (1975) - Misterij bluesa (Mistery of Blues) (1976) - z Zagrebškimi solisti - Stabilisation Blues (1982) - s Clarkom Terryjem - B.P.C. Moods / B.P.C. Blues (1989) - Bag's Groove - Live At Studio "M" (2008) - feat. Sal Nistico - Blue Sunset (1975) - Josipa Lisac & B. P. Convention Big Band International (1976) - z Josipo Lisac - Green Lobster Dream (1979) - Sarabanda (1986) - From Moscow to L.A. (1987) - Un Chien Andalou (Live In Opus One Vienna) (1991) | - Swinging East (1973) - Tiffany Girl (1985) - Featuring James Newton (1995) - Intima (1972) - Golden Hours (1983) - Live At Studio M (2003) - BP Club Blues (2004) - ... Live At The Royal Garden Jazz Club (2008) - z Georgiem Fameom - Pliva Jazz Laboratory' (2002) - Pliva Jazz Laboratory II (2003) - Svanuće (1964) - Ključ (1965) - Slučajni život (1969) - Jedanaesta zapovijed (1970) - Lisice (1970) - Timon (1973) |